# Нације из тропских земаља на Зимским олимпијским играма
Неколико тропских земаља учествовало је на Зимским олимпијским играма иако немају климу погодну за зимске спортове. Делимично због тога, њихове пријаве су предмет људских интересовања током Игара. Ниједна тропска нација никада није освојила медаљу на Зимским олимпијским играма.
Прва нација са топлом климом, али не и тропска, која је учествовала на Зимским олимпијским играма био је Мексико. Значајан део Мексика се налази на географској ширини северно од Тропика Рака, а већина земље има суптропску планинску или полусушну климу, тако да није искључиво тропска нација. Без обзира на то, Мексико је дебитовао на Зимским олимпијским играма 1928. са петочланим боб тимом који је завршио једанаести од укупно двадесет три учесника. Мексико се није поново вратио на Зимске игре све до Зимских олимпијских игара 1984.
Прва истински тропска нација која се такмичила на Зимским олимпијским играма су Филипини, који су послали два алпска скијаша на Зимске олимпијске игре 1972. у Сапоро, Јапан. Бен Нанаска је био 42. у скијању у велеслалому (од 73 учесника), а Хуан Циприано није завршио. У слаломском скијању ниједан скијаш није успео да заврши. Костарика је постала друга тропска нација која је учествовала на Зимским играма, на Зимским олимпијским играма 1980. у Лејк Плесиду, Њујорк, где се Артуро Кинч такође такмичио у алпском скијању. Кинч ће наставити да се такмичи за Костарику на још три зимске игре, укључујући Зимске олимпијске игре 2006. са 49 година. Тамо је завршио на 96. месту у 15 км скијашко трчање, испред само Прават Нагвајара из Тајланда, још једне тропске нације.
На Зимским олимпијским играма 1988. у Калгарију, Алберта, Канада, учествовале су многе тропске земље, укључујући Костарику, Фиџи, Гуам, Гватемалу, Јамајку, Холандске Антиле, Филипине, Порторико и Девичанска острва Сједињених Држава. Тим Јамајке у бобу је постао миљеник навијача на овим Играма  и касније је био инспирација за филм Cool Runnings из 1993. године. На Зимским олимпијским играма 1994. шест година касније, четворка са Јамајке је заузела заслужно четрнаесто место, испред Сједињених Држава и Русије, док је боб са Јамајке Ласелс Браун освојио сребро за Канаду 2006.
Зимске олимпијске игре 2006. у Торину у Италији обележиле су деби на Зимским играма Етиопије и Мадагаскара. На Зимским олимпијским играма 2010. у Ванкуверу, Британска Колумбија, Канада дебитовала су Кајманска острва, Колумбија, Перу, и Гана. На Зимским олимпијским играма 2014. дебитовали су Доминика, Парагвај, Источни Тимор, Того, Тонга и Зимбабве. На Зимским олимпијским играма 2018. дебитовали су Еквадор, Еритреја, Малезија, Нигерија и Сингапур. На Зимским олимпијским играма 2022. Хаити је учествовао по први пут.

## Земље учеснице
| Африка                      |                            |
| Камерун                     | 2002                       |
| Еритреја                    | 2018–2022                  |
| Етиопија                    | 2006–2010                  |
| Гана                        | 2010, 2018-2022            |
| Кенија                      | 1998–2006, 2018            |
| Мадагаскар                  | 2006, 2018–2022            |
| Нигерија                    | 2018–2022                  |
| Сенегал                     | 1984, 1992–1994, 2006–2010 |
| Того                        | 2014–2018                  |
| Зимбабве                    | 2014                       |
|                             |                            |
| Америка                     |                            |
| Боливија                    | 1956, 1980–1992, 2018–2022 |
| Британска Девичанска Острва | 1984, 2014                 |
| Бразил                      | 1992–2022                  |
| Кајманска Острва            | 2010–2014                  |
| Колумбија                   | 2010, 2018–2022            |
| Костарика                   | 1980–1992, 2006            |
| Доминика                    | 2014                       |
| Еквадор                     | 2018–2022                  |
| Гватемала                   | 1988                       |
| Хаити                       | 2022                       |
| Хондурас                    | 1992                       |
| Јамајка                     | 1988–2002, 2010–2022       |
| Холандски Антили            | 1988–1992                  |
| Парагвај                    | 2014                       |
| Перу                        | 2010–2014, 2022            |
| Порторико                   | 1984–2002, 2018–2022       |
| Тринидад и Тобаго           | 1994–2002, 2022            |
| Венецуела                   | 1998–2006, 2014            |
| Америчка Девичанска Острва  | 1988–2006, 2014, 2022      |
|                             |                            |
| Азија-Пацифик               |                            |
| Америчка Самоа              | 1994, 2022                 |
| Фиџи                        | 1988, 1994, 2002           |
| Гвам                        | 1988                       |
| Тонга                       | 2014–2018                  |
| Хонгконг                    | 2002–2022                  |
| Малезија                    | 2018–2022                  |
| Филипини                    | 1972, 1988–1992, 2014–2022 |
| Сингапур                    | 2018                       |
| Тајланд                     | 2002–2006, 2014–2022       |
| Источни Тимор               | 2014–2022                  |

Друге земље са топлим временом (на пример, које се налазе у суптропима) које су се такмичиле на Зимским играма укључују Аустралију (која има тропски крајњи север, и постала је прва нација јужне хемисфере која је освојила златну медаљу на Зимским олимпијским играма 2002.), Бермуда, Кинески Тајпеј, Есватини, Хонг Конг, Индија, Мексико, Јужна Африка, Уругвај и неколико северноафричких земаља укључујући Алжир, Египат и Мароко.
Тонга је покушала да дебитује на Зимским олимпијским играма 2010. тако што је наступила са једним такмичаром у санкању, привлачећи пажњу медија, али је учесник испао у последњој рунди квалификација. Две године касније, земља је привукала пажњу медија када је откривено да је променила име у име једног од својих спонзора, фирме за доњи веш, као маркетиншки трик. У то време њихов спортиста је био на обуци за квалификовање за Зимске олимпијске игре 2014.

## Зимске параолимпијске игре
Од 2022. године, само три тропске нације су биле представљене на Зимским параолимпијским играма. Тофири Кибуука из Уганде се такмичио у скијашком трчању на инаугурационом издању Зимских параолимпијских игара 1976. и поново на Играма 1980. године. Након што је Кибуука добио норвешко држављанство, почео је да се такмичи за Норвешку на Параолимпијским играма почевши од 1984. године, освојивши неколико медаља у атлетици на Летњим параолимпијским играма . Бразил је послао два спортиста као део свог дебија на Зимским параолимпијским играма 2014. Порторико је послао једног спортисту на Зимским параолимпијским играма 2022, што је било прво учешће земље на догађају.
| Африка |           |
| Уганда | 1976–1980 |

| Америка   |           |
| Бразил    | 2014–2022 |
| Порторико | 2022      |

## Зимске олимпијске игре младих
Пет тропских нација је било представљено на Првим зимским олимпијским играма младих у Инзбруку у Аустрији.
| Африка            |                 |
| Еритреја          | 2012            |
| Кенија            | 2016–2024       |
| Нигерија          | 2024            |
|                   |                 |
| Америка           |                 |
| Бразил            | 2012–2024       |
| Кајманска Острва  | 2012            |
| Колумбија         | 2016–2024       |
| Еквадор           | 2020            |
| Хаити             | 2020            |
| Јамајка           | 2016–2024       |
| Перу              | 2012            |
| Тринидад и Тобаго | 2020            |
|                   |                 |
| Азија             |                 |
| Хонгконг          | 2020–2024       |
| Малезија          | 2016–2020       |
| Филипини          | 2012, 2020–2024 |
| Сингапур          | 2020–2024       |
| Тајланд           | 2020–2024       |
| Источни Тимор     | 2016            |